# Shenzhen Open (ATP) 2018
Lo Shenzhen Open 2018 è stato un torneo di tennis giocato sul cemento indoor. Era la quinta edizione del torneo, che faceva parte della categoria ATP Tour 250 nell'ambito dell'ATP World Tour 2018. È stato giocato allo Shenzhen Luohu Tennis Centre di Shenzhen, in Cina, dal 24 al 30 settembre 2018.

## Partecipanti

### Teste di serie
| Nazionalità          | Giocatore          | Ranking* | Testa di serie |
| -------------------- | ------------------ | -------- | -------------- |
| Belgio               | David Goffin       | 11       | 1              |
| Grecia               | Stefanos Tsitsipas | 15       | 2              |
| Croazia              | Borna Ćorić        | 18       | 3              |
| Spagna               | Fernando Verdasco  | 29       | 4              |
| Canada               | Denis Shapovalov   | 30       | 5              |
| Bosnia ed Erzegovina | Damir Džumhur      | 37       | 6              |
| Australia            | Alex de Minaur     | 39       | 7              |
| Italia               | Andreas Seppi      | 46       | 8              |

* Ranking al 17 settembre 2018.

### Altri partecipanti
I seguenti giocatori hanno ricevuto una wildcard per il tabellone principale:
- Andy Murray
- Wu Di
- Zhang Zhizhen

I seguenti giocatori sono passati dalle qualificazioni:

- Tatsuma Itō
- Jason Jung
- Yoshihito Nishioka
- Ramkumar Ramanathan

### Ritiri
Prima del torneo
- Denis Istomin → sostituito da  Mackenzie McDonald
- Benoît Paire → sostituito da  Jiří Veselý

Durante il torneo
- Guillermo García López
- Lukáš Lacko
- Zhang Zhizhen

## Campioni

### Singolare
Yoshihito Nishioka ha battuto in finale  Pierre-Hugues Herbert con il punteggio di 7-5, 2-6, 6-4.
- È il primo titolo in carriera per Nishioka.

### Doppio
Ben McLachlan /  Joe Salisbury hanno battuto in finale  Robert Lindstedt /  Rajeev Ram con il punteggio di 7–6(5), 7–6(4).